# Otto von Lehwaldt
Otto Alexander von Lehwaldt (* 1. Juni 1808 in Perkau; † 14. Dezember 1879 in Königsberg) war ein preußischer Generalleutnant.

## Leben

### Herkunft
Otto war ein Sohn des preußischen Kapitäns a. D. Hans von Lehwaldt (1768–1816) und dessen Ehefrau Amalie, geborene von der Boeck (1771–1842). Sein Vater war Herr auf Perkau und Barthen.

### Leben
Lehwaldt trat am 1. Juni 1824 in das 1. Infanterie-Regiment der Preußischen Armee ein und avancierte bis Ende Februar 1827 zum Sekondeleutnant. Zur weiteren Ausbildung absolvierte er 1836/39 die Allgemeine Kriegsschule und war anschließend bis 1841 als Lehrer an der Divisionsschule der 1. Division tätig. Anfang April 1844 folgte seine Kommandierung zum Großen Generalstab und Mitte Mai 1844 stieg er zum Premierleutnant auf. Unter Beförderung zum Kapitän wurde Lehwaldt am 3. April 1845 in den Großen Generalstab versetzt. Von Oktober 1846 bis Mai 1850 war er im Generalstab des III. Armee-Korps und anschließend als Major im Generalstab des VI. sowie im I. Armee-Korps tätig. Als Oberstleutnant wurde Lehwaldt Mitte Oktober 1855 zum Chef des Generalstabes des I. Armee-Korps ernannt. Mit der Ernennung zum Kommandeur des 3. Infanterie-Regiments kehrte Lehwaldt am 26. Juni 1858 in den Truppendienst zurück und avancierte im November 1858 zum Oberst. Mit dem Rang und den Gebührnissen eines Brigadekommandeurs war er vom 24. Juli 1861 bis zum 28. Januar 1863 Chef im Generalstab des VII. Armee-Korps. In dieser Stellung wurde er Mitte Oktober 1861 anlässlich der Krönungsfeierlichkeiten von König Wilhelm I. zum Generalmajor befördert. Am 29. Januar 1863 wurde Lehwaldt zum Kommandeur der 7. Infanterie-Brigade in Bromberg ernannt und Mitte März 1864 mit dem Sankt-Stanislaus-Orden I. Klasse, bevor er krankheitsbedingt am 1. November 1864 unter Verleihung des Charakters als Generalleutnant seinen Abschied mit Pension erhielt.
Anlässlich des Deutschen Krieges wurde Lehwaldt am 6. Mai 1866 mit Pension zur Disposition gestellt und für die Dauer des mobilen Verhältnisses zum Kommandanten von Neiße ernannt. Am 13. Juli 1866 wurde er Befehlshaber des Einschließungskorps von Josephstadt und Königgrätz, das aus sechs Bataillonen, vier Eskadronen und zwei Batterien bestand. Am 1. August 1866 trat er als Kommandant von Neiße zurück. Am 11. September 1866 wurde er von seiner Stellung entbunden. Für die Dauer der Mobilmachung anlässlich des Krieges gegen Frankreich war Lehwadt 1870/71 Kommandierender General des Stellvertretenden Generalkommandos des X. Armee-Korps. Dafür erhielt er am 8. Juli 1871 den Roten Adlerorden I. Klasse mit Eichenlaub.
Er starb am 14. Dezember 1879 in Königsberg.

### Familie
Lehwaldt heiratete am 5. November 1845 in Berlin Olivia Benigna von Usedom (1802–1880). Die Ehe war kinderlos.